# Hydrierungsenergie
Als Hydrierungsenergie oder Hydrierungsenthalpie bezeichnet man die Energie, die bei der Addition von elementarem Wasserstoff (H2) an chemische Verbindungen frei wird. Ein häufiges Beispiel ist die Hydrierung ungesättigter Kohlenwasserstoffe zu gesättigten Kohlenwasserstoffen.
Die Hydrierungsenergie berechnet sich aus der Differenz der Bildungsenthalpien der hydrierten und der unhydrierten Verbindung.
{\displaystyle \Delta H_{B\,{\text{hydriert}}}^{0}\;-\;\Delta H_{B\,{\text{unhydriert}}}^{0}}
Für Alkene beträgt sie je Doppelbindung ungefähr 120 kJ/mol. Dieser grobe Richtwert sinkt mit der Anzahl und Länge verbundener Alkylgruppen. Damit ist die Hydrierungsenergie ein Wert zur Abschätzung der Stabilität einer Verbindung.